# Kirgizistan
Kirgizistan ali Kirgizija (kirgiško Кыргызстан, Kyrgyzstan, rusko Киргизия, Kirgizija), uradno Kirgiška republika, je celinska država in leži v gorah v Srednji Aziji. Na vzhodu meji na Kitajsko, na severu na Kazahstan, na jugozahodu na Tadžikistan ter na zahodu na Uzbekistan. Njeno glavno mesto je Biškek.

## Etimologija
Beseda »Kyrgyz« naj bi bila izpeljana iz turške besede za »40«, v zvezi s štiridesetimi klani iz Manasa in legendarnim junakom, ki je združil štirideset regionalnih klanov proti Ujgurom. Dobesedno to pomeni »Nas je 40«. V začetku 9. stoletja so Ujguri obvladovali velik del Srednje Azije (vključno z današnjim Kirgizistanom), Mongolijo ter del Rusije in Kitajske. 40-žarkov na zastavi Kirgizistana pomeni teh štirideset plemen. Grafični element v središču sonca prikazuje leseni venec na jurti - prenosnem bivališču nomadov v stepah Srednje Azije.

## Prebivalstvo

### Demografija
V Kirgizistanu živi preko pet milijonov ljudi. Po starostni strukturi je 34,4 % mlajših od 15 let in 6,2 % starejših od 65 let. Samo okoli 33,9 % prebivalstva živi v urbanih področjih, povprečno živi 25 ljudi/km².

### Etnične skupine
Najpomembnejša etnična skupina v državi so Kirgizi in jih je 71,7 %. Sledijo Rusi s 7,2 %; Uzbeki 14,3 %; Dungani (etnična skupina kitajskih muslimanov) 1,1 %; Ujguri 0,9 %; Tadžiki 0,9 %, Tatari 0,5 %; in majhna skupnost Nemcev 0,3 % ter druge skupine (vse podatki 2011). Kirgizi so potomci nomadskih plemen, gojiteljev ovc, konj in jakov, ki so živeli v okroglih šotorih imenovanih jurta. Ta nomadska tradicija sezonsko deluje še danes, ko se v poletnih mesecih cele družine preselijo na planine na pašo. Uzbeki in Tadžiki tradicionalno kmetujejo na nižje ležečih namakanih zemljiščih v Ferganski dolini.
Kirgizistan je doživel izrazito spremembo v svoji etnični sestavi ob osamosvojitvi. Delež etničnega Kirgiškega prebivalstva se je povečal z okoli 50 % leta 1979 na skoraj 70 % v letu 2007, medtem ko se je delež evropskih etničnih skupin (Rusi, Ukrajinci in Nemci), kot tudi Tatarov zmanjšal s 35 % na približno 10 %. Od leta 1991 dalje se je večje število Nemcev, ki jih je bilo leta 1989 še okoli 101.000, izselilo v Nemčijo. Med letoma 1991 in 2002 se je skupaj izselilo več kot 600.000 ljudi in etnične manjšine so se zmanjšale s 47 % na 33 %.

### Jeziki
Kirgiščina je član turške skupine jezikov in je bila do dvajsetega stoletja zapisana v arabski abecedi. Zapis v latinici je bil uveden in sprejet leta 1928, leta 1941 pa ga je zamenjala cirilica. Na splošno ljudje po vsej državi razumejo in govorijo rusko, razen na nekaterih odročnih gorskih območjih. Ruščina je drugi uradni jezik v državi in je materni jezik večine prebivalcev Biškeka. Tudi večina poslovnih in političnih zadev se vrši v ruščini. Do nedavna je bila kirgiščina jezik, ki ga ljudje govorijo doma in se je le redko uporabljala ob uradnih ali drugih dogodkih. Danes pa že večina parlamentarnih srečanj poteka v kirgiščini s simultanim prevajanjem.

### Religija
V Kirgizistanu je 80 % prebivalstva muslimanske vere (suniti), 17 % ruske pravoslavne vere in 3 % drugih religij. Manjšina etničnih Nemcev (skupnost s približno 600 člani) je krščanska. Nekaj je še animistične tradicije, nekaj je tudi vplivov budizma (vezanje molilnih zastavic na sveta drevesa). Obstaja tudi manjše število Judov, večina pa je po razpadu Sovjetske zveze pobegnila v druge države, predvsem Združene države Amerike in Izrael. Danes je Kirgizistan uradno laična država, čeprav ima islam velik vpliv tudi v politiki.

## Geografija
Država leži v osrednjem delu Azije in leži dlje od morja kot katerakoli druga država na svetu. V smeri vzhod-zahod meri 2600 km, v smeri sever-jug pa 800 km. Več kot 80 % države (Kirgizistan imenujejo tudi »Švica Srednje Azije«) obsega gorska regija Tjanšan (Tian Shan), preostanek pa sestavljajo doline in kotline. Kar štiri petine države leži na nadmorski višini več kot 1500 m in skoraj polovica na več kot 3000 m nad morjem. Rahlo slano jezero Isik Kul (Isyk-Köl) v severovzhodnem delu pokrajine Tienšan, je največje jezero v Kirgizistanu in drugo največje gorsko jezero na svetu za jezerom Titikaka v Peruju. Najvišji vrhovi ležijo ob kitajski meji. Kar 30 je višjih od 6000 m. Vrh Jengiš Čokusu - Vrh Zmage (tudi Pik Pobedi) je s 7439 m najvišja gora v državi in je po mnenju geologov najseverneje ležeči vrh visok nad 7.000 m na svetu. Tu so še Khan-Tengri (6995 m) - eden izmed najlepših vrhov na svetu, v obliki pravilne piramide iz roza marmorja in granita in Pik Lenin (7134 m). Obilno sneženje v zimskem času povzroča spomladi nizvodno ob rekah, poplave. Reke izkoriščajo tudi za proizvodnjo električno energije.
Kirgizistan ima pomembno zalogo kovin, vključno z zlatom in drugimi redkimi kovinami. Zaradi pretežno goratega terena je manj kot 8 % zemlje obdelane in še ta je skoncentrira v severnih nižinah in obrobnih delih Ferganske doline. Glavno mesto Biškek leži na severu države in je največje mesto s približno 900.000 prebivalci (stanje 2005). Drugo po velikosti je starodavno mesto Oš (Osh) in se nahaja v Ferganski dolini blizu meje z Uzbekistanom. Glavna reka je Kara Darja, ki teče proti zahodu skozi Fergansko dolino v Uzbekistan. Čez mejo v Uzbekistan teče še ena pomembna kirgiška reka, Narin. Od sotočja obeh rek dalje teče reka Sir Darja, ki se je prvotno iztekla v Aralsko jezero. Od leta 2010 ga ne doseže več, saj se njena voda porazgubi za namakanje polj bombaža v Tadžikistanu, Uzbekistanu in južnem Kazahstanu. Mnoge reke izginjajo v puščavi Mujunkum, med njimi reka Ču (1186 km), ki teče naprej v Kazahstan in reka Talas. Vode iz SV dela tečejo v slano jezero Isik Kul veliko 6236 km². Reke se napajajo iz ledenikov, ki jih je 8000, največji je 60 km dolg Južni Engilček v območju gore Pik Pobedi in je po dolžini tretji na svetu.

## Geologija in relief
Kirgizistan glede na naravno pokrajinske enote delimo na: severno, osrednje in zahodno Nebeško gorovje - Tjanšan (Tjan Shan, tudi Tengri Tag ali Gore duhov), Pamir, Čujsko ravnino in Fergansko dolino.
Nebeško gorovje se razteza skoraj 3000 km daleč, to je od roba puščave Kizilkum v Uzbekistanu, preko Kizgizistana do Kitajske, kjer razdvaja kotlini Tarim in Džungarija do JZ dela Mongolije. Cepi se na več gorskih verig in ni enotnega geološkega nastanka. Severni del je izoblikovala kaledonska orogeneza, južni del je nastal s hercinskim gubanjem. Kasneje je prišlo do močnega dvigovanja površja in nastanka gorskih hrbtov, med njimi pa obsežnih kotlin. Ozemlje je še vedno tektonsko aktivno, potresi so pogosti in močni. Zadnji večji je bil leta 1970 v okolici jezera Isik Kul. Nastala je velika gmotna škoda in preoblikovanje površja. Za večino gorskih hrbtov je značilna velika višina (preko 4000 m), zato je tukaj precej ledenikov. Površina vseh ledenikov v celotnem Nebeškem gorovju je 15.416 km2, samo v Kirgizistanu pa 7000 km2. Zaradi velikih dnevnih temperaturnih sprememb in vlažnosti je zelo močno tudi površinsko preperevanje, kar ima za posledico plazove in podore. Tudi reke močno vplivajo na oblikovanje površja.
Pamir je gorovje, ki večji del leži v Tadžikistanu, le manjši del, ki se imenuje Zalajsko gorovje z najvišjim vrhom Leninov vrh (Pik Lenin, 7134 m) leži v Kirgizistanu. Od Nebeškega gorovja ga loči Alajska dolina. Nastal je z alpidskim gubanjem. Tudi v Pamirju se nahajajo večji ledeniki (štirje daljši od 10 km).
Čujska ravnina se nahaja na severu države ob reki Čuj (kirgiško Chuy) in je v enem delu tudi mejna reka s Kazahstanom. Je del Turanskega nižavja. Proti severozahodu prehaja v kazahstansko puščavo Mujunkum. V Čujski ravnini se nahaja tudi glavno mesto Biškek.
Ferganska dolina je ena od kotlin v Nebeškem gorovju in je nastala zaradi tektonskega ugrezanja. Zaradi rek, ki se stekajo iz gora, je zelo rodovitna. V Kirgizistanu je le manjši del Ferganske doline, večina pripada Uzbekistanu.

## Podnebje
Podnebje je celinsko in se regionalno spreminja. Jugozahodni del Ferganske doline ima subtropsko podnebje. Poleti je zelo vroče, temperature dosežejo tudi 40 °C. Severna predgorja imajo zmerno klimo. Podnebje v gorovju Tjanšan se spreminja od suhega celinskega do gorskega, odvisno od nadmorske višine. V najbolj mrzlih območjih so temperature v zimskem času pod ničlo tudi do 40 dni. Celo nekatera puščavska področja imajo pozimi stalen sneg. Padavin je v nižinah 300–500 mm, v gorah 800–1000 mm.

## Državna ureditev
Kirgizistan je od leta 2003 dalje predsedniška republika. Predsednika volijo na splošnih volitvah za 5 letno obdobje. Ima precejšnjo oblast saj imenuje predsednika vlade, ministre in druge visoke uradnike. Imajo enodomni parlament (Žogorku Keneš) v katerem sedi 75 poslancev, izvoljenih na volitvah za dobo 5 let.
Kirgizistan je razdeljen na sedem pokrajin (sing. oblast (область), pl. oblasttar (областтар)), ki jih upravljajo guvernerji. Pokrajine so naslednje: Batken, Čuj, Jalal-Abad, Oš, Narin, Talas in Ysyk-Köl. Glavno mesto Biškek in drugo največje mesto Oš sta upravno neodvisni mesti (Shaar) z enakim statusom kot pokrajina.

### Enklave in eksklave
Obstaja ena eksklava, majhna vasica Barakom (627 prebivalcev) v Ferganski dolini. Vas je obdana z ozemljem Uzbekistana. Nahaja se na poti iz Oša (Kirgizistan) do Kodžabada (Uzbekistan), približno 4 km severozahodno od kirgiško-uzbekistanske meje v smeri Andižana. Vas Barak je administrativno del okrožja Kara-Su v provinci Oš v Kirgizistanu.
Obstajajo tudi štiri uzbeške enklave v Kirgizistanu. Dve od njih sta mesti Soh (površina 325 km2 in 42.800 prebivalcev v letu 1993, po nekaterih ocenah lahko tudi 70.000, 99 % so Tadžiki, ostali so Uzbeki) in Šahimardan (znan tudi kot Shohimardon ali Shah-i-Mardan, površina 90 km2 in 5.100 prebivalcev v letu 1993, 91 % so Uzbeki, preostanek so Kirgizi). Drugi dve sta majhni ozemlji Čong-Kara (velikosti cca 3 km2) in Jangi-ajil (komaj 2 ali 3 km2). Čong-Kara leži ob reki Soh med uzbekistansko mejo in enklavo Soh. Jangi-ajil je približno 60 kilometrov vzhodno od Batkena in severno proti kirgiško-uzbekistanski meji v bližini Halmiona. Obstajata tudi dve enklavi, ki pripadata Tadžikistanu: Voruh (območje veliko med 95–130 km2), s približno 23.000 in 29.000 prebivalci v 17 vaseh, 95% Tadžikov in 5% Kirgizov in se nahaja 45 km južno od Isfara na desnem bregu reke Karafšin in majhno naselje v bližini železniške postaje Kairagah v Kirgiziji.

## Zgodovina
Območje današnjega Kirgizistana je bilo naseljeno že med 6. in 5. stol. pr. n. št. V Skitskih grobovih v okolici jezera Isik Kul so našli ostanke zlatih in bronastih relikvij.
V 6. do 10. stoletju so se Kirgizi iz območja Sibirije razširili vse do Altaja in Bajkalskega jezera. V 7. stoletju so oblast nad tem območjem prevzeli Kitajci, od leta 758 - 840 pa so vladali Ujguri. Leta 840 so, po zmagi nad Ujguri, Kirgizi prvič ustanovili svojo državo. Kirgizi se nato razširijo tudi na območje gorovja Tjanšan (Nebeško gorovje) in zadržijo svojo prevlado nad tem ozemljem približno 200 let.
V obdobju od 10. do 13. stoletja so bili Kirgizi del države Karahanidov. Kultivirani Turki so dokončno prinesli v te kraje islam. Pomemben kraj v državi Karahanidov je bil Balasagun (danes Burana, ki leži vzhodno od Biškeka). Drug velik center pa je bil Uzgen v Ferganski dolini. Kirgiška oblast se v 12. stoletju skrči na območje Altajskih gora.
V 13. stoletju se začne v regijo širiti Mongolski imperij. Današnji Kirgizistan je bil del Džingiskanove dediščine drugemu sinu Čagataju. Mirno obdobje se je končalo s prihodom krvoločnega mongolskega vladarja Ojrata iz dinastije Zungarian. Kirgizi se selijo na jug proti Pamirju in v današnji Tadžikistan. Med 16. in 17. stoletjem se skupaj s Kazahi borijo proti Mongolom. Mongole leta 1757 premagajo Kitajci, ki jih Kirgizi priznajo za svoje oblastnike.
V letih 1825-30 si območje po dolgotrajnih vojnah podredi uzbekistanski Kokandski kanat. V tem času se dokončno uveljavi tudi islam. Plemenska vojna med Buguji in Saribagiši traja od 1835-58 in del ozemlja Kirgizov postane del Rusije.

### Obdobje Rusije
V poznem 19. stoletju večji del današnjega Kirgizistana, na osnovi dveh pogodb s Kitajsko (takrat dinastijo Čing), postane del Rusije. Leta 1876 je bilo ozemlje, v ruščini imenovano »Kirgizia«, formalno vključeno v Ruski imperij. Rusi so se srečevali s številnimi upori proti carski oblasti in mnogi Kirgizi so prebegnili čez gorovje Pamir v Afganistan.
Po revoluciji leta 1916 in zatrtem uporu kirgiških živinorejcev proti naseljevanju ruskih kmetov, se je veliko Kirgizov preselilo tudi na Kitajsko. Številne etnične skupine v regiji so tako še danes razdeljene med vse sosednje države. Predvsem nomadi so se premikali sem in tja čez gore, odvisno od tega, kje je bilo boljše življenje, boljša paša ali boljša oblast.

### Obdobje Sovjetske zveze
14. oktobra 1924 je Karakirgiško avtonomno območje postalo del Ruske SFSR (poimenovanje Karakirgizi se je uporabljalo do sredine leta 1920; tako so jih Rusi ločili od Kazahov, ki so sebe prav tako imenovali Kirgizi). 1. februarja 1926 pa se je območje preoblikovalo v Kirgiško ASSR. Po letu 1920 se je Kirgizistan precej razvil v kulturnem, izobraževalnem in socialnem življenju. Pismenost se je zelo izboljšala, uveden je bil standardni knjižni jezik. Prav tako se je razvilo gospodarstvo in sociala.
5. decembra 1936 je nastala Kirgiška SSR kot polnopravna republika Sovjetske zveze.
Po zadnjem sovjetskem popisu prebivalstva leta 1989 je etnično skupino Kirgizov sestavljalo le 22 % prebivalcev mesta Frunze (danes Biškek) na severu, več kot 60 % je bilo Rusov, Ukrajincev in drugih slovanskih narodov. Le 36 % anketiranih prebivalcev v Biškeku je opredelilo za svoj prvi jezik ruščino.
V juniju 1990 so se med Uzbeki in Kirgizi pojavile etnične napetosti v regiji Oš v južnem Kirgiziji, kjer so bili Uzbeki večinsko prebivalstvo. Uvedeno je bilo izredno stanje in policijska ura. Oktobra istega leta je bil Askar Akajev, najmlajši izmed petih sinov, rojenih v družini delavca na kolektivni kmetiji v severni Kirgiziji, izvoljen za predsednika. Od takrat dalje se je Kirgizijsko demokratično gibanje razvilo v pomembno politično silo. 15. decembra 1990 je Vrhovni sovjet Kirgiške SSR izglasoval spremembo imena republike v Republiko Kirgizijo in razglasil njeno suverenost. Leta 1993 pa jo zopet preimenoval v Kirgiško republiko. Akajev je oblikoval novo vlado, ki so jo sestavljali pretežno mlajši, k reformam usmerjeni politiki. Februarja 1991 spremenijo ime glavnega mesta Frunze nazaj v “predrevolucionarno” ime Biškek. Na referendumu o ohranitvi Sovjetske zveze v marcu 1991 se je 88,7% vseh volivcev odločilo, da ostanejo v Sovjetski zvezi kot »prenovljeni federaciji«. Ne glede na to, avgusta istega leta, s pomočjo secesionističnih sil, Kirgizija razglasi neodvisnost.
19. avgusta 1991, ko je v Moskvi oblast prevzel Državni Komite za izredne razmere in je bil izveden neuspel državni udar, Akajev in podpredsednik Kuznjecov napovesta izstop iz Komunistične partije Sovjetske zveze in celotno predsedstvo in sekretariat odstopijo. Sledi glasovanje Vrhovnega sovjeta in 31. avgusta 1991 razglasitev neodvisnosti Republike Kirgizije.

### Neodvisnost
Oktobra 1991 je bil Askar Akajev na neposrednih volitvah s 95 % oddanih glasov izvoljen za predsednika nove samostojne Republike Kirgizije. Skupaj s predstavniki sedmih drugih republik je isti mesec podpisal pogodbo o ustanovitvi nove gospodarske skupnosti. 22. decembra 1991 se je Kirgizija, s podpisom sporazuma v Alma Ati, uradno pridružila novi Skupnosti neodvisnih držav. 26. decembra 1991 je Sovjetska zveza prenehala obstajati. Leta 1992 se Kirgizija pridruži Združenim narodom in Organizaciji za varnost in sodelovanje v Evropi (OVSE).
Po parlamentarnih volitvah v letu 2005, ko opozicija ni imela nobenih možnosti, je prišlo do demonstracij, ki so prerasle v »tulipansko revolucijo«. Predsednik Akijev je zbežal v Rusijo. Parlament je za začasnega predsednika imenoval Kurmanbeka Bakijeva, ki je bil kasneje (10. julija 2005) za predsednika tudi izvoljen.
Politična stabilnost se je zdela nedosegljiva, različne skupine domnevno povezane z organiziranim kriminalom so zamajale oblast. 6. aprila 2010 izbruhnejo državljanski nemiri v mestu Talas, ki leži v bližini Biškeka. Protestniki so napadli sedež predsednika Kurmanbek Bakijeva, kot tudi državno vodene radijske in televizijske postaje. Bakijev razglasi izredno stanje. Prehodna vlada, ki jo vodi nekdanja zunanja ministrica Roza Otunbajeva, 8. aprila 2010 prevzame nadzor nad državnimi mediji in vladnimi objekti v prestolnici, vendar Bakijev ne odstopi s položaja. Vrnil se je na svoj dom v Džalalabad in navedel svoje pogoje za odstop na novinarski konferenci 13. aprila 2010. 15. aprila 2010 Bakijev zapusti državo in odleti v sosednji Kazahstan skupaj z ženo in dvema otrokoma. Začasni voditelji so sporočili, da je Bakijev pred odhodom podpisal uradno odstopno izjavo.
Etnični spopadi so se nadaljevali. Oborožene skupine, v glavnem kirgiške, so še naprej ogrožale Uzbeke. V nemirih je zgubilo življenje več kot 1000 ljudi. Nemiri so se razširili tudi na sosednja območja. Vlada je razglasila izredne razmere v celotni južni regiji Džalalabad. Za nadzor nad situacijo dobijo varnostne sile posebna pooblastila. Ruska vlada se je odločila, da pošlje v to državo svoj bataljon za zaščito ruskih objektov. Posledica nemirov je bila množica beguncev v pokrajini Andižan. Organizacija združenih narodov je organizirala humanitarno pomoč s šotori, hrano in zdravili, ki so jo dostavljali v sosednji Uzbekistan, dalje pa so jo prevažala ruska letala. Spopadi so povzročili okoli 300.000 notranje razseljenih ljudi.
Kirgizistan danes dobro sodeluje s svojo vzhodno sosedo Kitajsko, kar jasno kaže velika trgovinska izmenjava preko prelaza Torugart. Na severu je Kazahstan dobesedno veliki brat Kirgizistana. Kulturne in politične vezi so močne, obe gospodarstvi tesno sodelujeta. Svetovna gospodarska recesija povzroča stisko tisočem trgovcev v Biškeku. Nacionalno gospodarstvo rešuje dobra cena zlata, ki ga pridobiva kanadska rudarska družba 20 t na leto.

## Unescova svetovna dediščina
Sulejmanova sveta gora (Sulaiman Too) v Kirgizistanu dominira nad Fergansko dolino in tvori ozadje mestu Oš. Na njej naj bi molil Mohamed. Romarji goro obiskujejo od 10. stoletja dalje. Takrat naj bi se imenovala Takht-i-Suleyman (Sulejmanova krona), še kasneje pa Bara-Kukh (Lepa gora). Gora je bila za potnike na Svilni cesti kot svetišče. Njenih pet vrhov in pobočje vsebuje številne starodavne obredne jame s petroglifi. Tukaj sta tudi dve veliki mošeji, ki sta bili rekonstruirani v 16. stoletju. Doslej so evidentirali množico petroglifov, ki predstavljajo ljudi in živali ali samo geometrijske oblike in naj bi nastali že v železni dobi. 17 cerkva je še vedno v uporabi, mnoge so v ruševinah. Razpršene so okrog gorskih vrhov in povezane s pešpotmi. Popotniki so verjeli, da si z obiskom teh krajev lahko zagotovijo ozdravitev jalovosti (gora naj bi imela obliko noseče ženske), glavobola in bolečin v hrbtu ter pridobijo blagoslov za dolgo življenje. Čaščenje gore je mešanica predislamskega in islamskega prepričanja. Lokacija predstavlja najbolj popoln primer svete gore na območju Srednje Azije in jo častijo že več tisočletij.

## Gospodarstvo
Danes si prizadevajo razviti turizem, za kar imajo danosti. Največje bogastvo Kirgizije je voda, saj na njenem ozemlju izvira kar 40 % rek Srednje Azije. Naravnih bogastev je malo, industrija je slabo razvita, skoraj polovica prebivalcev se še vedno preživlja s kmetijstvom. Veliko Kirgizov hodi na delo v sosednji Kazahstan in Rusijo, veliko pa jih živi tudi v Moskvi.
Po 11. septembru 2001 je takratni predsednik Akajev dovolil ZDA, da uporabijo mednarodno letališče Manas za napade na bližnji Afganistan in urjenje ameriških vojakov. To je omogočilo, da se država mednarodno odpre. Je zelo revna država, njen bruto družbeni proizvod na prebivalca dosega 1600 dolarjev.

## Kultura in šport
Kirgizistan je znan po glasbenikih, ki igrajo tradicionalno kirgiško glasbo. Komuz je tri-strunska lutnja. To je starodaven strunski instrument, ki se uporablja v srednjeazijski glasbi. Podobna je nekaterim drugim turškim godalom in lutnji. Je najbolj znan nacionalni instrument in eden od bolj znanih nacionalnih simbolov Kirgizistana. Komuz je običajno narejen iz enega kosa lesa (običajno marelice ali brina) in ima strune originalno narejene iz črevesja, danes pa pogosto iz laksa. Najbolj pogosta uglasitev je srednje nizka do najvišja. Virtuozi igrajo komuz v različnih položajih, čez ramo, med koleni in na glavi.
Tiš kjiz, velike, dovršeno vezene stenske zavese. Izdelujejo jih starejše ženske v spomin na poroko sina ali hčerke. Barve in modeli simbolizirajo kirgiško tradicijo in podeželsko življenje. Cvetje, rastline, živali, stiliziranih rogovi, nacionalni simboli in emblemi iz življenja Kirgizov so najpogostejši motivi teh vezenin. Izdelki imajo včasih tudi datum in podpis umetnika, ki jih je izdelal. Izdelava lahko traja tudi več kot leto dni. Tiš kjiz običajno visi v jurti nad zakonsko posteljo in simbolizira njihov ponos.
Širdak se imenujejo znamenite preproge izdelane v tridimenzionalni tehniki. Paznani pa so tudi po drugih izdelkih iz tekstila, še posebej takih narejenih iz klobučevine.
V Kirgizistanu so znani po sokolarstvu.
Tradicionalni nacionalni športi v Kirgiški kulturi so povezani s konjem in jahanjem. Zanimive igre na konju so:
- Zelo popularen po vsej centralni Aziji je Ulak Tartiš ali Buzkaši. Igra spominja na polo in ragbi: dve ekipi jahačev se borita čim dlje zadržati brezglavo truplo koze in poskušati zadati gol, ki je velika kad ali krog označen na tleh. Igra je turnirskega tipa.
- At Čabiš - konjske dirke na dolge razdalje, včasih več kot 50 km.
- Jumbi Atmai - velika železna palica je privezana na vrvi, tekmovalci v galopu poskušajo s streljanjem to vrv prekiniti.
- Kiz Kuumai - moški lovi dekle, da bi dobil poljub od nje medtem ko ta galopira pred njim; če mu ne uspe, se dekle obrne in ga ona lovi, pri tem pa uporablja svoj kamči (bič).
- Oodariš - dva tekmovalca se borita na konju, vsak poskuša drugega vreči s konja
- Tjin Emei - v polnem galopu je treba s tal pobrati kovanec.

## Promet
Kirgizistan ima 34.000 km cest (stanje 2007) od teh je 80 % asfaltiranih. Najpomembnejša cestna povezava poteka med mesti Alma Ata-Biškek-Taškent. Sever in jug države, to je Biškek-Oš-Horug, povezuje druga najpomembnejša cesta. Zgrajena je bila leta 1965 in je dolga 630 km. Poteka po zelo slikoviti pokrajini, preko več kot 3000 m visokih gorskih prelazov, dolini reke Narin in jo imenujejo »cesta nad oblaki«. S Kitajsko jo povezuje cesta preko prelaza Torugart na višini 3752 m.
Železnic imajo 470 km (stanje 2010), večina je še iz časov Sovjetske zveze. Najpomembnejša proga povezuje kazahstansko in rusko omrežje preko krajev Balykchy-Biškek-Lügovoy. Ferganska dolina ima povezavo z uzbekistanskim železniškim omrežjem.
Imajo tudi 600 km vodnih poti, predvsem po jezerih.
Mednarodni letališči sta v Biškeku in Ošu. Poleg tega imajo še večje število lokalnih in vojaških letališč ter domačega prevoznika Kyrgyzstan Airways.
Da bi dosegli boljšo povezanost Kirgizistana z Evropo in drugimi azijskimi državami so leta 1993 oblikovali projekt imenovan »Nova svilna pot«, ki obsega izgradnjo ceste in železnice in je že v gradnji. V EU se ta prometni koridor imenuje TRACECCA (Transport Coridor Europe-Caucasus-Central Asia)